# Младен Палац
Младен Палац (на хърватски: Mladen Palac) е хърватски шахматист, гросмайстор.

## Биография
Роден е на 18 февруари 1971 година в Donji Mamići, тогава в СФР Югославия, днес Босна и Херцеговина. Шампион на Хърватия за 2004, 2008 и 2011 г., брозов медалист за 2010 г.
Участник на пет шахматни олимпиади. Участник на световното отборно първенство за 1997 г. Участник на шест европейски отборни първенства (1997, 1999, 2005, 2007, 2011 и 2013), спечелвайки три медала – златен на трета дъска (1997), бронзов на втора дъска (1999) и златен на втора дъска (2005). Многократен участник в европейската клубна купа, спечелвайки два медала – сребърен с „Борово Вуковар“ (1996) и бронзов с „Киселяк“ (2003).
Международен майстор от 1990 г., гросмайстор от 1993 г. и ФИДЕ треньор от 2005 г.

## Турнирни резултати
- 1995 – Белишче (първо място на „Оупън Белишче-Металис“)[5]
- 1996 – Задар (първо място на „Задар Оупън“)[6]
- 1998 – Бил (първо място в главния турнир на едноименния шахматен фестивал с резултат 7,5 точки от 11 възможни)[7]
- 1999 – Задар (първо място на „Задар Оупън“)[6]
- 1999 – Белишче (второ място след тайбрек на „Оупън Белишче-Металис“)[5][8]
- 2000 – Лозана (първо място в открития турнир за майстори, част от програмата на „Лозан Янг Мастърс“)[9]
- 2000 – Лисабон (второ място след тайбрек на шахматния фестивал в града)[10]
- 2011 – Обертраун (първо място на турнира по ускорен шахмат „Dachsteinwelterbe“)[11]

## Участия на шахматни олимпиади
| Година | Организатор    | Отбор    | Класиране (отборно) | Дъска         |
| 1996   | Ереван         | Хърватия | 16                  | Втора резерва |
| 2006   | Торино         | Хърватия | 25                  | Втора         |
| 2008   | Дрезден        | Хърватия | 27                  | Първа         |
| 2010   | Ханти Мансийск | Хърватия | 32                  | Четвърта      |
| 2012   | Истанбул       | Хърватия | 27                  | Трета         |